# Luisito (futbolista)
José Luis Míguez Iglesias (Teo, La Coruña, 7 de agosto de 1966), conocido como Luisito, es un exfutbolista y entrenador español. Como futbolista se desempeñaba en la posición de delantero.

## Trayectoria

### Como jugador
Como futbolista dejó siempre la impronta de delantero guerrillero y aguerrido. Pasó por un sinfín de equipos de Segunda B y Tercera y estuvo muy cerca de desembarcar en el Mérida cuando empezaba su etapa emergente de la mano de Pepe Fouto en la presidencia y el malogrado Juanito en el banquillo. Poco antes había firmado por la Gimnástica de Torrelavega, y el equipo cántabro no lo liberó del compromiso. Luisito se dio a conocer en el Compostela y pasó por numerosos equipos como el Arousa, Leganés, Palencia, Cacereño, Tomelloso, Gimnástica de Torrelavega, Real Ávila o Cultural Leonesa. Posteriormente a nivel amateur siguió compitiendo en el filial del Compos, Arousa, Verín, Negreira, Estradense y Ciudad de Santiago, donde colgó las botas.

### Como entrenador
Hasta el momento, ha entrenado a cinco conjuntos, todos ellos gallegos y tres históricos, iniciando esta trayectoria en 2005, justo después de retirarse como futbolista. 
Luisito es conocido por su gran carácter, lo cual le ha provocado problemas con varios de sus jugadores en más de una ocasión. Esa impronta que tenía como jugador, la ha sabido trasladar a la perfección a cada entrenamiento. Sus equipos, no en vano, se caracterizan por ser conjuntos compactos, aguerridos, y muy intensos. La humildad que transmite, además de jamás bajar la cabeza y no rendirse nunca, son cosas que tienden a calar bien entre el público. y sus superiores en los clubes. De hecho,su forma de ser fuera del banquillo, totalmente sincero y transparente, le hizo ganarse a la afición de los equipos por los que ha pasado, especialmente en Ourense y Pontevedra. No se calla sus opiniones en ningún momento, lo que también le ha costado ganarse algún detractor entre los aficionados. 
No obstante, también esto le ha traído problemas, especialmente con algunos jugadores, debido a la gran exigencia de Luisito no solo en los entrenamientos sino también durante los partidos. 
Ciudad de Santiago
Comenzó como entrenador inmediatamente después de dejar el fútbol en el equipo santiagués. Cogió al equipo en Preferente en 2005 y lo dejó en Segunda B, después de dos ascensos de manera consecutiva. Al finalizar el cuarto año en este club, dejó el cargo tras una meditada decisión, con el equipo salvado en la categoría, aunque posteriormente desapareciera por motivos económicos. 
Racing de Ferrol
Ese mismo verano de 2009 fichó por el Racing Club de Ferrol, club que militaba en Segunda B. El año de su estreno no fue capaz de salvar la categoría del histórico conjunto gallego, consumándose el descenso en la jornada 36 y finalizando el campeonato con 37 puntos. No obstante, continuó en el cargo y al año siguiente consiguió disputar el Playoff de ascenso a 2B, donde perdió en segunda ronda ante el CD Izarra. Al finalizar esta segunda temporada en el conjunto verde, no renueva y queda libre.
Club Deportivo Ourense
A pesar de no cumplir los objetivos en el club racinguista, sus métodos llaman la atención del Club Deportivo Ourense, quien lo fichó en verano de 2011. En el club de  O Couto, logró un meritorio ascenso tras quedar primero de grupo, y eliminar al CD Laudio, ganando 0-3 en el País Vasco y 1-0 en Galicia. En el club Ourensán pasó dos años más en Segunda B. Tras una fácil permanencia el primer año, sorprendió a propios y extraños tras una excelente primera vuelta proclamándose campeón de invierno. En la segunda vuelta, el equipo se deshinchó, motivado en gran parte por los problemas económicos, y clasificó octavo. No obstante, lograron con gran mérito ganar la Copa Real Federación Española de Fútbol 2013-14. Al finalizar esta tercera temporada al frente del club, este se disuelve por problemas económicos y Luisito queda libre.
Pontevedra Club de Fútbol
El domingo 19 de octubre de 2014 sustituye en el banquillo del Pontevedra CF a Manu Fernández, tras la mala racha del equipo granate, que marchaba octavo después de 9 jornadas. Con Luisito al mando, el conjunto pontevedrés remonta el vuelo y se coloca primero antes de que finalizara la segunda vuelta. El Pontevedra se proclama campeón, y consigue ascender no sin sufrimiento, ganando al Haro Deportivo tras perder 1-0 en La Rioja y ganar 3-0 en Pasarón en junio de 2015.
En el conjunto granate entra en profunda comunión con la afición, dando lugar al nacimiento del lema "Luisito e Basta". Esto también refuerza la marcha del equipo. En esta nueva aventura de Luisito en Segunda B, logra una cómoda permanencia en la temporada 2015/2016. En la 16/17 da la campanada y se clasifica cuarto, ganándose el derecho a jugar un playoff de ascenso a Segunda División. Queda emparejado con el Real Murcia Club de Fútbol, el cual lo elimina tras ganar 1-3 en Pontevedra y empatar a uno en la Nueva Condomina. Al comienzo de la cuarta temporada (17-18) de Luis al frente del conjunto granate, las cosas no marchan como esperado. La planificación deportiva no es la deseada y el equipo, con hasta 14 incorporaciones, no logra adaptarse a Luisito. Esto provoca su dimisión después de trece jornadas, tras salir derrotado 2-1 en Talavera. No obstante esta dimisión no es aceptada por el Consejo granate. El equipo no logra coger forma y Luisito es cesado en la jornada 19, justo antes del parón navideño.
Luisito ha sido el entrenador que más partidos ha dirigido al conjunto de la Boa Vila de manera consecutiva. 
Fabril
El 4 de febrero de 2019, tras más de un año sin entrenar, se hace cargo del Deportivo B, encontrándose el filial deportivista en una situación muy delicada, ocupando la última posición del Grupo 1 de la 2aB y a 13 puntos de la salvación. En su debut en el banquillo de Abegondo, consigue ganar por 2-0, quedando todavía 15 jornadas en juego.  
El 14 de mayo de 2020 y tras rematar la temporada fue despedido del Deportivo Fabril al no haber conseguido la salvación. 
Segunda etapa en el Pontevedra
El 8 de febrero de 2021 fue anunciado como nuevo entrenador del Pontevedra Club de Fútbol.
Arosa S. C.
El 13 de abril de 2022, firma por el Arosa S. C. de la Tercera Federación, al que dirige durante temporada y media.
El 24 de febrero de 2025, firma como entrenador de la Sociedad Deportiva Compostela de la Segunda Federación, al que dirige durante solamente 29 días. 

## Locutor deportivo
Desde el año 2013, cuando no ha estado al cargo de ningún club, ha participado de manera ocasional en retransmisiones en directo para la TVG. 

## Clubes

### Como jugador
| Club                      | País   | Año       |
| ------------------------- | ------ | --------- |
| S. D. Compostela          | España | 1987      |
| C. D. Lugo                | España | 1987-1988 |
| Arousa S. C.              | España | 1988-1990 |
| C. D. Leganés             | España | 1990      |
| Tomelloso C. F.           | España | 1991      |
| Real Ávila                | España | 1991-1992 |
| Gimnástica de Torrelavega | España | 1992-1994 |
| C. P. Cacereño            | España | 1994      |
| C. F. Palencia            | España | 1994-1996 |
| Cultural Leonesa          | España | 1996-1997 |

### Como entrenador
| Club                          | País   | Año       |
| ----------------------------- | ------ | --------- |
| S. D. Ciudad de Santiago      | España | 2005-2009 |
| Racing de Ferrol              | España | 2009-2011 |
| C. D. Ourense                 | España | 2012-2014 |
| Pontevedra C. F.              | España | 2014-2017 |
| R. C. Deportivo Fabril        | España | 2019-2020 |
| Pontevedra C. F.              | España | 2021      |
| Arosa S. C.                   | España | 2022-2024 |
| Sociedad Deportiva Compostela | España | 2025      |